# Pereiro (árvore)
Pereiro (Aspidosperma pyrifolium) é uma árvore nativa da caatinga, principalmente em várzeas fluviais e terrenos próximos a elevações de terra (serras, chapadas ou cuestas).

## Características
- Árvore de tamanho médio, com 7–8 m de altura, lactescente, com caule bem desenvolvido, ereto e de copa normal em ambientes não degradados (quando nestes, frequentemente se encontram indivíduos rebrotados, de copa ramificada já próxima à base)
- Casca de sabor amargo, lisa, acinzentada, com lenticelas brancas quando jovem, e rugosa, largando em placas irregulares quando idosa
- Folhas simples, alternas, ovais, de 4–9 cm de comprimento, amargosas e coriáceas
- Flores aglomeradas em pequenas cimeiras terminais, alvas, pequenas, de perfume muito agradável, que se espalha pela caatinga
- Frutos lenhosos, em forma de gota achatada, de 5–6 cm de comprimento, castanho-claros, rico em lenticelas de cor cinza (pequenos pontos), que abrem-se na sua deiscência em duas bandas e deixam cair as sementes aladas, planas, papiráceas (com projeções que lembram folhas de papel), sendo assim, levadas a longas distâncias
- Madeira de cor amarelo-clara ou creme, ora com manchas avermelhadas, ora com faixas acastanhadas, moderadamente pesada, macia e fácil de trabalhar, de textura fina e uniforme, resistente e muito durável

## Ocorrência
Ocorre caracteristicamente nas caatingas do Ceará, Rio Grande do Norte, Paraíba, Pernambuco, Bahia, Sergipe e norte de Minas Gerais, na zona de sertão baixo e aixios argilosos, próximos a leitos de rios e elevações de terra, e também entre pedras e rochedos. É uma planta endêmica deste ecossistema.

## História e utilidades
A origem do nome popular, provavelmente se deu no início da colonização, quando os lusitanos chegaram na região do semiárido e reconheceram na folhagem desta planta, uma semelhança com a folhagem da pereiro, uma planta que produz a maçã/pêro, da família Rosaceae (gênero Malus), assim o nome acabou se incorporando ao costume popular.
O início da utilização da planta remonta aos povos indígenas do nordeste, que já utilizavam no seu dia a dia e em suas tradições. Atualmente, o povo Fulni-Ô, no estado de Pernambuco, ainda utiliza o pereiro em sua medicina tradicional, na confecção de ferramentas e na construção de suas moradias. Assim, preservam um conhecimento milenar do uso dessa planta.
Nos dias atuais, a planta também é muito usada de forma ornamental, devido o formato de sua copa e sua de casca medicinal. A cidade de Pereiro, no Ceará, recebeu seu nome em homenagem a essa planta tradicional da Caatinga.

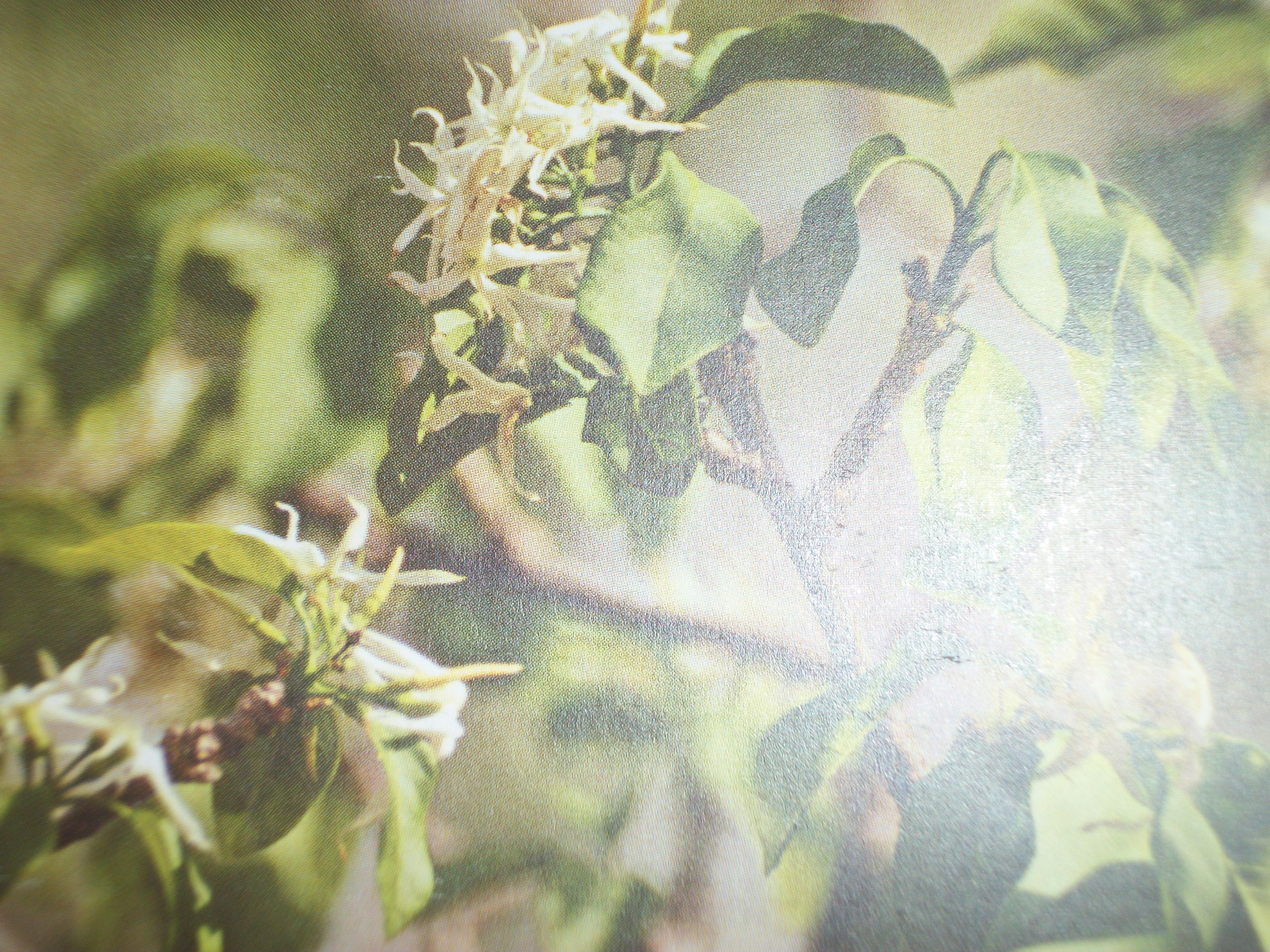
Folhas e floração no pereiro

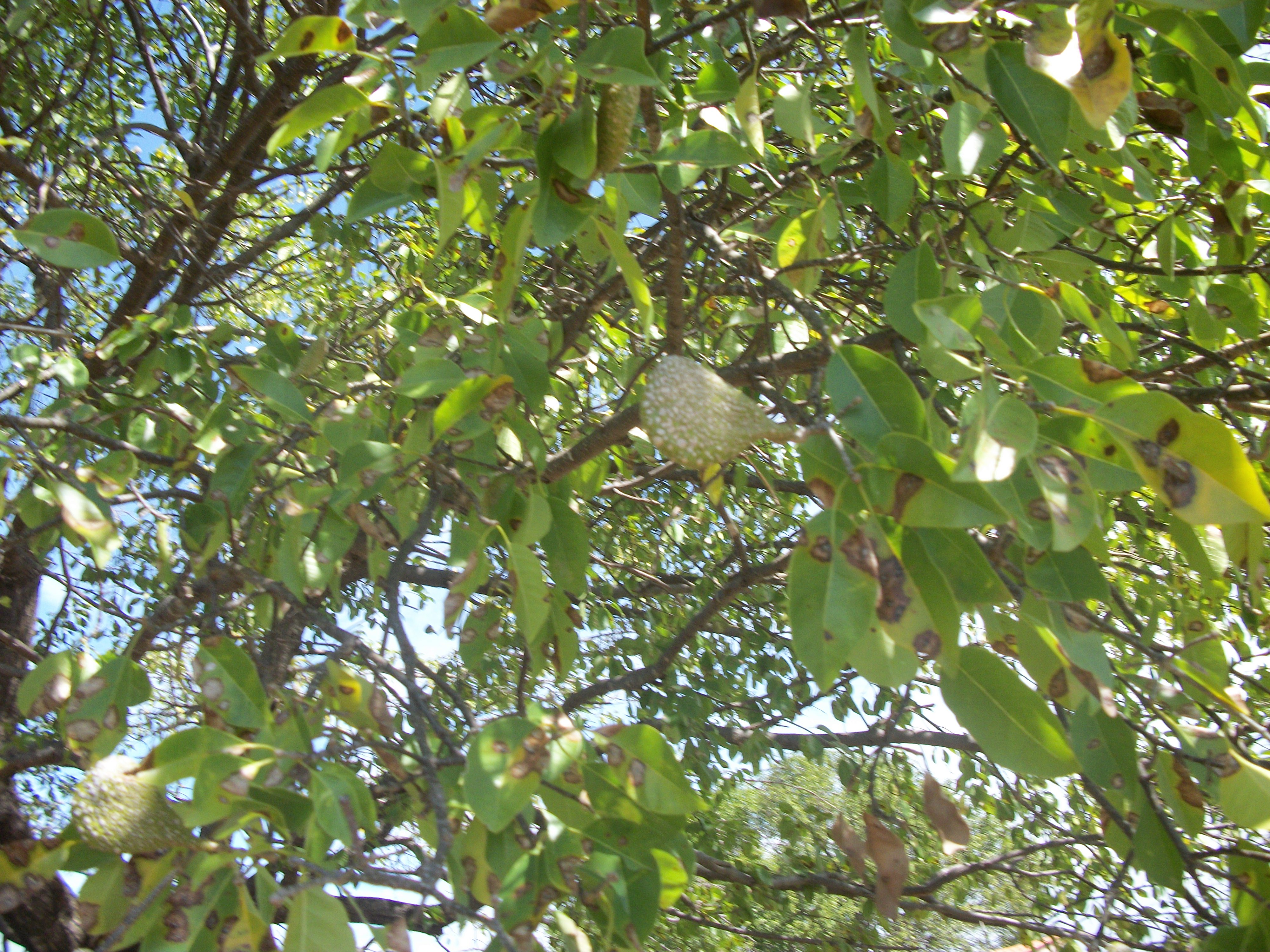
Frutificação do pereiro, iniciada no mês de julho